# Xùgāosēngzhuàn
Lo Xùgāosēngzhuàn (續高僧傳; resa in Wade-Giles  Hsü kao-seng chuan; in giapponese Zoku kōsō den; in coreano 속고승전,  Sok kosŭng chŏn; lett. "Supplemento alle Biografie di monaci eminenti", al T.D. 2060) è un'opera redatta in trenta fascicoli dal monaco buddista cinese Dàoxuān (道宣, 596-667) come continuazione della più antica opera Gāosēngzhuàn (高僧傳, Biografie di monaci eminenti) questa opera del monaco buddista cinese Huìjiǎo (慧皎, 497-554), coprendo quindi quelle biografie di importanti monaci buddisti, non solo cinesi, vissuti in Cina tra la metà del VI secolo fino alla metà del VII secolo.
L'opera raccoglie 485 biografie principali e 289 biografie aggiunte. 
Il prosieguo di questa opera è rappresentato dal Sònggāosēngzhuàn ( 宋高僧傳) di  Zànníng (贊寧, 920-1001).